# Ahndung (Philosophie)
Ahndung ist ein von dem Philosophen Jakob Friedrich Fries begründetes Prinzip, um das
Dilemma bei der definierenden Unterscheidung von Wissen und Glauben aufzulösen. Es weist dem Wissen die Begrifflichkeit zu, dem Glauben die Idee und der Ahndung das reine Gefühl.

## Inhalt
Fries stellte in seiner frühen Schrift Wissen, Glaube und Ahndung der Erkenntnishaltung des Wissens und des Glaubens den der Ahndung gegenüber. Er geht von einer idealen Welt aus, die auf dem Gefühl und der ästhetischen Erfahrung gründet. Seine ästhetische Weltsicht entspringt einem ungeteilten Leben. Für diese sieht er nicht die Wissenschaft zuständig, erkennt jedoch darin eine Quelle für die Motivation wissenschaftlichen Handelns. In den philosophischen Debatten zu Beginn des 19. Jahrhunderts führt Fries so Gefühl und der Ästhetik als Handlungsprinzip ein. In seinem Prinzip der Ahnung verband er die Kantische Transzendentalphilosophie mit der Glaubensphilosophie von Friedrich Heinrich Jacobi zu einer Theorie der religiös-ästhetischen Weltsicht. In Verbindung von antikem und christlichem, aufgeklärtem und pietistischem Erbe sah Fries in der Gefühlstrias von Begeisterung, Ergebung und Andacht die Ahndung als Handlungsaspekt realisiert.

„Wissen heißt nur die Überzeugung einer vollständigen Erkenntnis, deren Gegenstände durch Anschauung erkannt werden; Glaube hingegen ist eine notwendige Überzeugung aus bloßer Vernunft, welche uns nur in Begriffen, das heißt in Ideen zum Bewußtsein kommen kann; Ahndung aber ist eine notwendige Überzeugung aus bloßem Gefühl.“

## Einfluss auf die Romantik

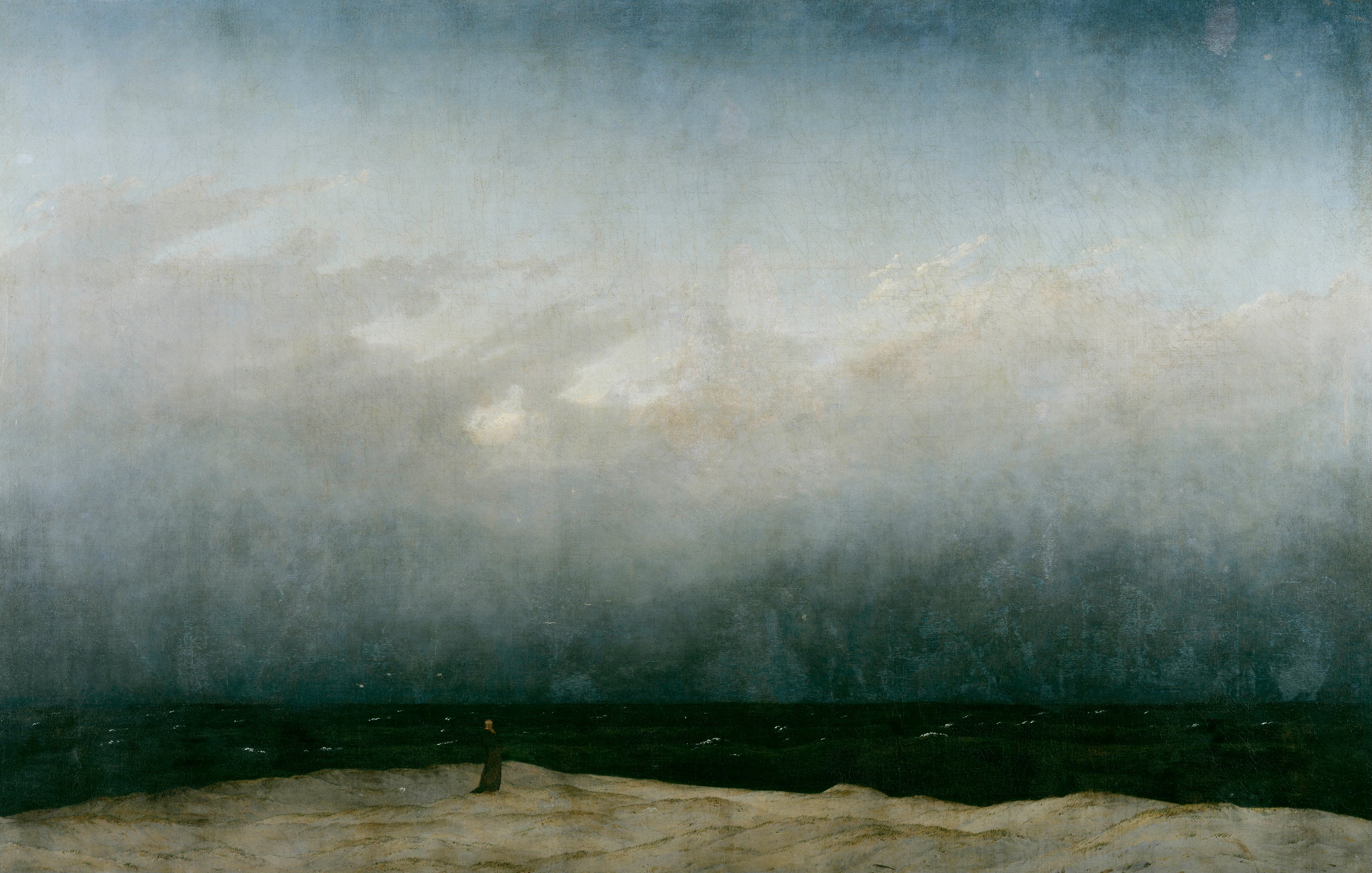
Caspar David Friedrich Der Mönch am Meer, 1808–1810

In der Zeit der Romantik mit ihrer Hingabe an die Natur in einer religiös-ästhetischen Weltsicht war der Begriff der Ahndung in poetischen, theologischen und kunsttheoretischen Texten in Gebrauch. Das prominenteste Beispiel sind die Erläuterungen Caspar David Friedrichs zu seinem Gemälde Der Mönch am Meer. Hier wird versucht, mit der Ahndung für den Glaubenszweifler einen Zugang zum unerforschlichen Jenseits zu eröffnen.

„Und sännest Du auch vom Morgen bis zum Abend, vom Abend bis zur sinkenden Mitternacht; dennoch würdest du
nicht ersinnen, nicht ergründen, das unerforschliche Jenseits! Mit übermüthigen Dünkel, wennest [wähnst] du der Nachwelt ein Licht zu werden, zu enträzlen der Zukunft Dunkelheit! Was heilige Ahndung nur ist, nur im Glauben gesehen und erkannt; endlich klahr zu wissen und zu Verstehn! Tief zwar sind deine Fußstapfen am öden sandigen Strandte; doch ein leiser Wind weht darüber hin, und deine Spuhr wird nicht mehr gesehen: Thörigter Mensch voll eitlem Dünkel!“

## Aktualität
Für den Psychologen Christian Allesch könne man mit dem Ansatz von Fries die auch heute noch vielfach unreflektiert gebrauchte Dichotomie von Glauben und Wissen diskutieren. In dem Sinn, ob man damit der Realität der Motivationen und Voraussetzungen des Betreibens von Wissenschaft gerecht werden kann. Das Friessche Konzept der Ahndung sei ein interessanter Erklärungsansatz für die ästhetischen und kreativen Aspekte wissenschaftlicher Erkenntnishaltung.

## Trivia
In literarischen Texten des 18. Jahrhunderts, etwa von Herder oder Goethe, wurde das Wort Ahndung im Sinne von Ahnung verwendet. Das führt oft bei modernen Transkriptionen von Texten aus der Romantik, in denen im Friesschen Sinn Ahndung steht, dazu, dass falsch in Ahnung übertragen wird.